# Filmåret 1971

## Händelser

### Maj
- 28 maj – Bo Widerbergs film Joe Hill får vid Filmfestivalen i Cannes juryns specialpris.[1]

### Oktober
- 27 oktober – Svenska Filminstitutets chef Harry Schein radionämndsanmäler TV 2 för att ha brutit mot paragrafen om "god förströelse" genom att visa en Åsa-Nisse-film. Radionämnden friar [2].

## Academy Awards, Oscar: (i urval)
| Kategori                   | Vinnare                                                            |
| -------------------------- | ------------------------------------------------------------------ |
| Bästa film:                | French Connection – Lagens våldsamma män                           |
| Bästa regi:                | William Friedkin ( French Connection – Lagens våldsamma män)       |
| Bästa manliga huvudroll:   | Gene Hackman (French Connection – Lagens våldsamma män)            |
| Bästa kvinnliga huvudroll: | Jane Fonda (Klute – en smart snut)                                 |
| Bästa manliga biroll:      | Ben Johnson (Den sista föreställningen)                            |
| Bästa kvinnliga biroll:    | Cloris Leachman (Den sista föreställningen)                        |
| Bästa utländska film:      | Den förbjudna trädgården (Il giardino dei Finzi-Contini) (Italien) |

Se här för komplett lista

## Årets filmer

### A - G
- A Clockwork Orange
- Beröringen
- Brother Carl
- Båtbygget
- Dagmars heta trosor
- Deadline
- Den sista föreställningen
- Diamantfeber
- Dirty Harry
- Duellen
- Emil i Lönneberga[3]
- Exponerad
- Flykten
- French Connection – Lagens våldsamma män

### H - N
- Hotet
- Jakten mot nollpunkten
- Katten
- Klute – en smart snut
- Korpral McB - anmäld saknad
- Kärlekens rum
- Köttets lust
- Le Mans
- Livet é python
- Lockfågeln
- Maria Stuart – drottning av Skottland
- McCabe & Mrs. Miller
- Midsommardansen
- Mitt namn är Shaft
- Möte i Bray
- Niklas och Figuren
- Någon att älska

### O - U
- Pengar eller livet
- Schizofrena målare (Schizophrene Maler) av Ferry Radax
- Sommaren '42
- Sound of Näverlur
- Straw Dogs
- Sängknoppar och kvastskaft
- Ta fast Carter!
- Trafic
- Troll
- Utvandrarna

### V - Ö
- Willy Wonka och chokladfabriken
- Woman of Fire[4]
- Åtta glas
- Äppelkriget[5]

## Födda
- 2 januari – Taye Diggs, amerikansk skådespelare.
- 26 januari – Dorian Gregory, amerikansk skådespelare.
- 22 februari – Lea Salonga, filippinsk musikalartist och skådespelare.
- 25 februari – Sean Astin, amerikansk skådespelare.
- 27 februari – Minna Treutiger, svensk skådespelare.
- 28 februari – Maria Blom, svensk regissör och manusförfattare.
- 11 mars
  - Jonas Karlsson, svensk skådespelare.
  - Johnny Knoxville, amerikansk skådespelare.
- 16 mars – Alan Tudyk, amerikansk skådespelare.
- 23 mars – Karen McDougal, amerikansk fotomodell och skådespelare.
- 31 mars
  - Klaus Härö, finlandssvensk filmregissör.
  - Ewan McGregor, skotsk skådespelare.
- 1 april – Clifford Smith, även känd som Method Man, amerikansk hiphopartist och skådespelare.
- 12 april – Shannen Doherty, amerikansk skådespelare.
- 22 april – Adam Nordén, svensk filmmusikkompositör.
- 30 april – Martin Aliaga, svensk skådespelare.
- 14 maj – Sofia Coppola, amerikansk regissör, manusförfattare och skådespelare.
- 26 maj – Matt Stone, amerikansk regissör, manusförfattare, producent, musiker, skådespelare och röstskådespelare.
- 27 maj
  - Paul Bettany, brittisk skådespelare.
  - Lisa Lopes, amerikansk sångerska och skådespelare.
- 3 juni – Kristian Almgren, svensk skådespelare.
- 5 juni – Mark Wahlberg, även känd som Marky Mark, amerikansk skådespelare och musiker, medlem i New Kids on the Block.
- 6 juni – Magnus Dahlberg, svensk kompositör av bland annat filmmusik.
- 7 juni – Anja Lundqvist, svensk skådespelare.
- 8 juni – Liv Alsterlund, svensk skådespelare.
- 15 juni – Jake Busey, amerikansk skådespelare.
- 16 juni – Tupac Shakur, amerikansk hiphopartist, skådespelare och poet.
- 23 juni – Fredrik Evers, svensk skådespelare.
- 16 juli – Corey Feldman, amerikansk skådespelare.
- 20 juli – Sandra Oh, kanadensisk skådespelare.
- 28 juli – Andreas Lundhäll, svensk ljudtekniker och kompositör.
- 10 augusti – Matti Berenett, svensk skådespelare.
- 14 augusti – Tasso Stafilidis, svensk skådespelare och vänsterpartistisk politiker, riksdagsledamot 1998 –.
- 29 augusti
  - Oliver Berben, tysk skådespelare.
  - Carla Gugino, amerikansk skådespelare.
- 1 september – Helena af Sandeberg, svensk skådespelare.
- 2 september – Jonas Malmsjö, svensk skådespelare och manusförfattare.
- 3 september
  - Jimmy Endeley, svensk skådespelare.
  - Martin Sundbom, svensk skådespelare.
- 4 september – Ione Skye, brittisk skådespelare.
- 8 september – David Arquette, amerikansk skådespelare.
- 21 september – Alfonso Ribeiro, dominikansk-amerikansk skådespelare.
- 25 september – Tanja Svedjeström, svensk skådespelare.
- 30 september – Jenna Elfman, amerikansk skådespelare.
- 27 oktober – Channon Roe, amerikansk skådespelare.
- 29 oktober – Winona Ryder, amerikansk skådespelare.
- 9 november – Melinda Kinnaman, svensk skådespelare.
- 25 november – Christina Applegate, amerikansk skådespelare.
- 3 december
  - Ola Rapace, svensk skådespelare.
  - Keegan Connor Tracy, kanadensisk skådespelare.
- 23 december – Corey Haim, kanadensisk skådespelare.
- 26 december – Alexandra Rapaport, svensk skådespelare.

## Avlidna
- 3 januari – Olle Strandberg (sångare), svensk operasångare och manusförfattare.
- 10 januari – Stina Ståhle, svensk skådespelare.
- 25 januari – Hilmer Peters, svensk skådespelare och inspicient.
- 2 februari – Axel Janse, svensk skådespelare och inspicient.
- 11 februari – Harry Arnold, svensk kapellmästare och kompositör, arrangör av filmmusik.
- 26 februari
  - Fernandel, fransk skådespelare, komiker och sångare.
  - Otto Malmberg, svensk skådespelare.
- 3 mars – Birger Lensander, svensk skådespelare.
- 8 mars – Harold Lloyd, amerikansk skådespelare.
- 3 april – Gabriel Rosén, svensk skådespelare.
- 7 maj – Oscar Rosander, svensk filmklippare, kortfilmsregissör och statistskådespelare.
- 28 maj – Audie Murphy, USA:s mest dekorerade soldat under andra världskriget och skådespelare.
- 10 juni – Margot Ryding, svensk skådespelare.
- 4 juli – Rut Holm, svensk skådespelare och sångerska.
- 18 juli – Julia Caesar, svensk skådespelare.
- 23 juli – Van Heflin, amerikansk skådespelare.
- 3 augusti – Ernst Eklund, svensk teaterchef, skådespelare och regissör.
- 17 augusti – Hilding Rolin, svensk skådespelare.
- 28 september – Henrik Bentzon, dansk skådespelare.
- 29 oktober – Sven-Axel Carlsson, svensk skådespelare och filmproducent.
- 30 oktober – Einar Axelsson, svensk skådespelare.
- 31 oktober – Wilma Malmlöf, svensk skådespelare.
- 25 november – Torsten Quensel, svensk filmjournalist och manusförfattare.
- 26 november – Bengt Ekerot, svensk skådespelare och regissör.

### Fotnoter
1. ↑  Bernce, Gun; Ekholm Ronny, Lindskoug Nils (1971). Hänt i världen 71. Bernces årsbok i ord och bild från A–Ö. Malmö: Bernces förlag. sid. 278
2. ↑  Hundra år i Sverige – 1971, Hans Dahlberg, Albert Bonniers, 1999
3. ↑  ”Astrid Lindgren”. http://www.astridlindgren.se/verken/filmerna/filmlista. Läst 21 mars 2011.
4. ↑  IMDB, läst 23 april 2012
5. ↑  IMDB, läst 23 april 2012